# Irish Republican Army (1922-1969)
L'Irish Republican Army è l'organizzazione militare nata dalla scissione del primo Irish Republican Army (IRA) che aveva combattuto la guerra d'indipendenza prima di dividersi dopo la ratifica del Trattato Anglo-Irlandese tra i favorevoli al trattato, che andarono a formare i ranghi del nuovo esercito nazionale dello Stato Libero d'Irlanda e i contrari al trattato, che combatterono per questa causa nella guerra civile e poi, una volta sconfitti, continuarono la lotta contro la presenza britannica in Irlanda. Questa organizzazione poi rimase unita fino al 1969 quando ci fu la scissione tra Provisional IRA e Official IRA.

## La scissione dell'IRA
La firma del trattato anglo-irlandese il 6 dicembre 1921 da parte della delegazione guidata da Michael Collins e Arthur Griffith aveva causato malcontento tra gli elementi più radicali dell'IRA e del Sinn Féin. Il Dáil Éireann ratificò il trattato con 64 voti favorevoli contro 57 contrari dopo un lungo e teso dibattito, dopo il quale Éamon de Valera si dimise da Presidente abbandondando il Dáil con i suoi seguaci. Il Sinn Féin si spaccò tra la fazione pro-Trattato e quella anti-Trattato e l'IRA fece altrettanto. La maggioranza dello staff del Quartier Generale, molti dei quali erano vicini a Collins, sostennero il Trattato, ma tra i ranghi dei Volontari la spaccatura era più netta. Le unità dell'IRA del Munster e del Connacht erano quasi totalmente contrarie, mentre i favorevoli erano soprattutto nel Leinster e in quella che sarebbe diventata l'Irlanda del Nord.
Nel marzo 1922 gli ufficiali dell'IRA contrari al trattato convocarono un'Assemblea Generale dei loro sostenitori e ribadirono la loro opposizione al Trattato, affermando di ripudiare l'autorità del Dáil che, secondo loro, aveva rotto il giuramento di fedeltà alla Repubblica Irlandese. Dichiararono anche che l'Esecutivo dell'IRA era il governo legittimo finché fosse stabilita una Repubblica.
Le ragioni per cui i volontari scelsero una parte piuttosto che l'altra furono diverse e complesse. Un fattore fu l'analisi della situazione militare: mentre Michael Collins, Richard Mulcahy e Eoin O'Duffy credevano che l'IRA non sarebbe riuscita a combattere ancora a lungo, altri, come Ernie O'Malley e Tom Barry pensavano che la situazione dell'IRA fosse migliore di quanto era mai stata. Un altro fattore aveva a che fare con la personalità dei singoli comandanti locali: una volta che Sean McEoin scelse di sostenere il Trattato, tutta l'IRA di Longford gli andò dietro; lo stesso successe con comandanti anti-Trattato come Liam Lynch a Cork.
Dopo lo scoppio della guerra civile il governo provvisorio mandò delle direttive ai giornali di chiamare gli insorti "Irregolari" e di non associarli alla guerra d'indipendenza. Questo atteggiamento si rafforzò col passare del tempo e soprattutto dopo la morte, nell'agosto 1922, di Collins che considerava gli Irregolari fuorviati ma fondamentalmente in buona fede e aveva moltissimi ex amici tra i loro ranghi. Dopo la sua morte il governo guidato da William Cosgrave si sforzò sempre più di togliere legittimità ai ribelli. Alcuni ufficiali del nuovo Esercito Nazionale, guidati da Liam Tobin che era stato il braccio destro di Collins nel dipartimento dell'Intelligence dell'IRA, formarono un'associazione chiamata Old IRA (Vecchia IRA) per distinguersi dagli Irregolari. Altri ufficiali pro-Trattato, come Eoin O'Duffy, tendevano a sminuire il ruolo avuto dagli Irregolari nella lotta contro gli Inglesi. Altri uomini dell'IRA, come Florence O'Donoghue, cercavano di impegnarsi per riconciliare le due fazioni.
Nel frattempo l'IRA in Irlanda del Nord rimase per la maggior parte fedele a Collins. L'unico leader dell'IRA nel Nord a schierarsi contro il Trattato fu il comandante della Belfast IRA Joseph McKelvey. Nel maggio 1922 l'IRA del Nord lanciò un'offensiva, con l'aiuto di entrambe le fazioni, che però si arenò con lo scoppio della guerra civile. Molti membri dell'IRA del Nord in questo periodo si rifugiarono a Sud dove andarono a ingrossare le file del nuovo Esercito Nazionale.

## La guerra civile
Il sostegno dell'opinione pubblica al Trattato si esplicitò nella vittoria dei candidati pro-Trattato nelle elezioni generali del 1922. Dopo il voto, nell'aprile 1922, gli Irregolari occuparono alcuni edifici di Dublino e stabilirono il loro quartier generale nel palazzo delle Four Courts, le Corti di Giustizia. Dopo quasi due mesi di pressioni britanniche, Michael Collins decise, seppur a malincuore, di ripristinare l'ordine con la forza e ordinò il bombardamento delle Four Courts, e gli Irregolari si arresero dopo due giorni. Un altro gruppo di Irregolari, guidati dal comandante dell'IRA di Dublino Oscar Traynor, occuparono alcuni edifici di O'Connell Street dai quali vennero scacciati con l'artiglieria dopo 5 giorni di combattimenti intensi.
Nel luglio 1922 i Repubblicani, al comando del Capo di Stato Maggiore Liam Lynch controllavano larghe aree nel Sud e nell'Ovest del paese, ma gradualmente persero terreno a causa del miglior equipaggiamento delle forze regolari che continuavano a crescere di numero e ad agosto erano costretti solo in alcune roccaforti, in particolare nella contea di Cork. Le truppe migliori dell'esercito regolare erano quelle della Dublin Guard, un'unità composta di ex uomini dell'IRA, in maggioranza della Brigata Dublino, che avevano scelto da che parte stare soprattutto per lealtà personale nei confronti di Collins, che veneravano.
Dopo la morte di Collins le forze regolari gradualmente fiaccarono la resistenza dei ribelli che non avevano più molto sostegno della popolazione, al contrario di quello che era avvenuto durante la guerra d'indipendenza. In settembre vennero istituiti dei tribunali militari che potevano condannare a morte gli Irregolari catturati (alla fine furono 77 gli uomini dell'IRA giustiziati). Le esecuzioni più famose avvennero nel dicembre 1922 quando, in risposta all'assassinio, da parte degli Irregolari, di Sean Hales, parlamentare e ufficiale dell'esercito, il governo dello Stato Libero giustiziò Rory O'Connor, Liam Mellows, Joseph McKelvey e Dick Barrett, tutti veterani della guerra contro gli Inglesi. All'inizio del 1923 la sorte degli Irregolari era segnata e, dopo la morte in combattimento di Liam Lynch, gli Irregolari, guidati militarmente da Frank Aiken e politicamente da Eamon de Valera, si arresero. Alla fine del 1923 circa 12000 Irregolari si trovavano rinchiusi nelle carceri irlandesi prima di essere rilasciati durante il 1924 (uno degli ultimi a lasciare il carcere di Kilmainham fu de Valera).
Anche se gli Irregolari erano stati sconfitti, la guerra non si era risolta con un accordo tra le due parti e gli Irregolari, come IRA, avrebbero continuato ad opporsi al nuovo Stato e alla presenza britannica negli anni seguenti.

## Ideologia dell'IRA dopo la Guerra civile
Nel 1926, non essendo riuscito a persuadere il Sinn Féin a partecipare alla vita politica dello Stato Libero, de Valera fondò un nuovo partito politico, il Fianna Fáil, che attrasse molti dai ranghi del Sinn Féin e dell'IRA e che nel 1932 vinse le elezioni e de Valera diventò capo del governo.
L'IRA si considerava l'esercito legittimo della Repubblica Irlandese proclamata nel 1916 e riaffermata dal primo Dáil nel 1919 e non riconosceva l'autorità del governo dello Stato Libero, considerato dai Repubblicani solo uno strumento al servizio dell'imperialismo britannico. Nel novembre 1926 l'IRA occupò 11 caserme della Garda, la polizia irlandese, e uccise due agenti. Il governo rispose immediatamente internando senza processo 110 sospetti membri dell'IRA, usando lo Special Powers Act, una legge draconiana. Nel 1927 l'IRA uccise Kevin O'Higgins, Ministro dell'Interno, considerandolo responsabile delle esecuzioni durante la guerra civile.
Quando il Fianna Fáil vinse le elezioni nel 1932 l'IRA si aspettava che il partito di governo Cumann na nGaedheal (precursore del Fine Gael) non lasciasse il potere e si preparava a un'altra guerra civile. Tuttavia, il partito di William Cosgrave riconobbe la sconfitta e diede istruzioni alla polizia e alle forze armate di obbedire alla nuova Amministrazione.
Durante il governo del Fianna Fáil i membri dell'IRA passarono da meno di 2000 a 10000. Ciò era dovuto alle conseguenze della Grande depressione, situazione nella quale il radicalismo sociale dell'IRA era appetibile a molti. Un altro fattore fu la formazione dei Blueshirts, organizzazione di stampo fascista guidata da Eoin O'Duffy e composta da molti veterani che durante la guerra civile avevano sostenuto il Trattato. L'IRA e i Blueshirts si scontrarono in numerose occasioni, anche se, a parte pochissime occasioni, senza far ricorso alle armi.
Il governo di de Valera all'inizio era amichevole nei confronti dell'IRA, rendendo legale l'organizzazione e rilasciando tutti i Repubblicani internati dal precedente governo, ma in poco tempo le relazioni si deteriorarono. L IRA accusava il Fianna Fail di aver "svenduto" la Repubblica non facendo niente per la situazione del Nord. Nel 1936 de Valera mise al bando l'organizzazione dopo l'assassinio di Richard More O'Farrell, un latifondista ucciso dall'IRA. Comunque l'anno dopo de Valera promulgò una nuova Costituzione che andava nella direzione voluta dai Repubblicani; infatti aboliva il giuramento di fedeltà alla Corona Britannica e inseriva due articoli in cui si reclamava l'autorità dello Stato sull'Irlanda del Nord. Questi cambiamenti fecero sì che, alla fine degli anni 1930, erano pochi quelli che concordavano con la rivendicazione dell'IRA di essere l'esercito legittimo della "Repubblica".

## L'IRA dal 1926 al 1936: avvicinamento al socialismo
Dal 1926 al 1936 l'IRA fu guidata da Maurice Twomey. In questo periodo l'organizzazione venne sempre più influenzata da idee "di sinistra", anche se il supporto dato a queste tendenze da parte della leadership fu dovuto a ragioni pratiche più che ideali. Molti repubblicani credevano che l'IRA mancasse di un programma economico e sociale in grado di essere appetibile nell'Irlanda di quegli anni.
In questo periodo l'IRA intervenne in numerosi scioperi, sempre dalla parte dei lavoratori o dei braccianti agricoli. All'interno dell'IRA i più autorevoli esponenti di queste tendenze socialiste erano Peadar O'Donnell, Frank Ryan e George Gilmore. Queste tendenze, che furono denominate "repubblicanesimo sociale", non durarono a lungo e a metà degli anni trenta i dirigenti dell'IRA di tendenze socialiste abbandonarono l'organizzazione per fondare un partito, il Republican Congress, che però non durò più di un anno, scomparendo nel 1935. Il fallimento di coloro che puntavano a "radicalizzare" l'IRA era dovuto a vari fattori: in primo luogo c'era l'opposizione della Chiesa cattolica irlandese, molto influente nel paese, cosa che determinò una legislazione repressiva introdotta dal governo e anche l'ostilità interna di membri dell'IRA, tra cui anche Twomey, di tendenze più conservatrici. Per ciò, dopo il 1935 e fino agli anni 1960 l'IRA si ispirò a una linea conservatrice, strettamente nazionalista.
Molti membri "di sinistra" dell'IRA, delusi da questa strategia dell'organizzazione, in quegli anni andarono in Spagna con il nome di Colonna Connolly per unirsi alle Brigate internazionali che combattevano a fianco dei repubblicani nella guerra civile contro le truppe nazionaliste di Francisco Franco. Il più famoso di costoro fu certamente Frank Ryan, al quale è dedicata la canzone Viva la Quinta Brigada (bisogna anche ricordare che ci furono degli irlandesi, appartenenti al movimento dei Blueshirts, che andarono in Spagna al comando di Eoin O'Duffy per combattere al fianco delle truppe franchiste).

## Legalizzazione e rinnovata repressione
Dopo che, in seguito alla vittoria elettorale del Fianna Fáil nel 1932, l'IRA era stata resa legale e i suoi membri liberati dall'internamento, nel 1935 l'organizzazione venne ancora bandita, al pari dei Blueshirts. Maurice Twomey venne arrestato e sostituito, come Capo di Stato Maggiore, da Seán MacBride, figlio di uno dei leader giustiziati della Rivolta di Pasqua e di Maud Gonne, musa del poeta William Butler Yeats. Il governo di de Valera progressivamente tollerava sempre meno l'IRA conducendo una spietata repressione. Nel 1938, dopo che MacBride aveva lasciato l'organizzazione, il comando dell'IRA fu preso da Séan Russell che, grazie ai fondi raccolti negli USA dal Clann na Gael, un'organizzazione di supporto all'IRA guidata da Joseph McGarrity, riuscì a convincere l'organizzazione a lanciare, nel 1939, una campagna di attentati dinamitardi in Inghilterra (chiamata in codice S-Plan) che, dopo i primi mesi, si spense poco a poco quando la rete di militanti dell'IRA in Inghilterra venne smantellata dagli arresti. In Irlanda, dopo il raid con il quale l'IRA riuscì a rubare quasi l'intera riserva di munizioni dell'esercito irlandese dal Magazine Fort nel Phoenix Park di Dublino, il governo decise di introdurre l'Emergency Powers Act, che reintroduceva l'internamento, i tribunali militari e la possibilità di giustiziare i membri dell'IRA. Nel 1941 l'IRA aveva meno di 1000 membri, molti dei quali erano imprigionati.

## L'IRA durante la seconda guerra mondiale
Durante la seconda guerra mondiale l'IRA pensava di ottenere sostegno dalla Germania nazista nella propria lotta contro gli Inglesi e Séan Russell si recò a Berlino per cercare di ottenere armi e finanziamenti ma morì a bordo del sommergibile tedesco che nel 1940 lo stava riportando in patria. In Irlanda furono scoperti contatti tra l'IRA e alcune spie tedesche ma questi contatti non approdarono mai a nulla di concreto. Nel 1942 ci fu anche una ripresa dell'attività dell'IRA nell'Irlanda del Nord, stroncata rapidamente dalle autorità. L'IRA era stata severamente danneggiata dalle dure misure repressive prese sia a nord che a sud del confine e alla fine della seconda guerra mondiale la situazione dell'organizzazione era disastrosa, con moltissimi militanti internati e scarsissima capacità militare.

## LaBorder Campaign
Nel dopoguerra, gradualmente, l'IRA riuscì a rafforzarsi sotto la guida di un "triumvirato" composto da Tony Magan, Padraig MacLogan e Thomas MacCurtain. Si cominciarono ad organizzare i piani per una rinnovata offensiva militare contro l'Irlanda del Nord e, grazie soprattutto a Séan Cronin, ritornato dagli USA e cooptato nella leadership dell'organizzazione, e a Charlie Murphy, Adjutant General (vice del Capo di Stato Maggiore) dell'IRA, venne lanciata l'Operazione Harvest, consistente in una serie di attacchi contro numerose installazioni militari nel Nord.
Furono 18 le persone che morirono durante la campagna (tra cui 7 uomini della RUC e 8 membri dell'IRA) che durò sino al 1962 quando si esaurì anche a causa delle misure repressive introdotte ancora una volta da tutti e due i lati del confine.
Uno degli episodi più noti della campagna fu l'attacco alla caserma della RUC di Brookeborough, nel Fermanagh, che costò la vita a due repubblicani, Séan South e Fergal O'Hanlon, e ispirò due tra le più famose rebel songs irlandesi, Séan South e The Patriot Game.

## Gli anni sessanta: tendenze marxiste e la scissione del 1969
Nel corso degli anni 1960 all'interno dell'IRA si fecero strada tendenze marxiste grazie al contributo di intellettuali esterni al movimento, che avevano una notevole influenza sul Capo di Stato Maggiore, Cathal Goulding. Si teorizzò l'unione della classe lavoratrice, sia cattolica che protestante, contro lo sfruttamento del capitalismo. Furono molti in questi anni i "tradizionalisti" ad abbandonare il movimento che poi saranno tra i fondatori della Provisional IRA in seguito agli scontri di Derry e Belfast nell'agosto 1969, quando l'organizzazione non riuscì a difendere i quartieri cattolici dall'assalto dei protestanti e sui muri di Belfast comparvero le scritte IRA=I Ran Away (Io sono scappato via). La parte del movimento che non confluì nella Provisional IRA divenne nota come Official IRA e rimase attiva fino al 1972 quando dichiarò un cessate-il-fuoco che, a parte alcune faide interne al movimento repubblicano, non ha più violato.